# Aghia Irini (Chania)
Aghia Iriní (řecky Άγια Ειρήνη) je malá tradiční vesnice na jihozápadě Kréty. Náleží k regionální jednotce Chania a v rámci ní do obce Kantanos-Selino, obecní jednotky Anatoliko Selino a komunity Epanochori. Vesnice má 84 obyvatel. Z této vesnice je možné vstoupit do stejnojemnné soutěsky vedoucí do vesnice Sougia.
Vesnice leží na silnici z Chanie do Sougie ve vzdálenosti 40 km jižně od Chanie za odbočkou na Omalos v nadmořské výšce 650 m na úpatí Apopigadi, na severním svahu průsmyku. Obyvatelé se věnují zemědělství. Místní produkce zahrnuje jedlé kaštany, med a místní nápoj mournoraki.